# アンテロープ・バレー

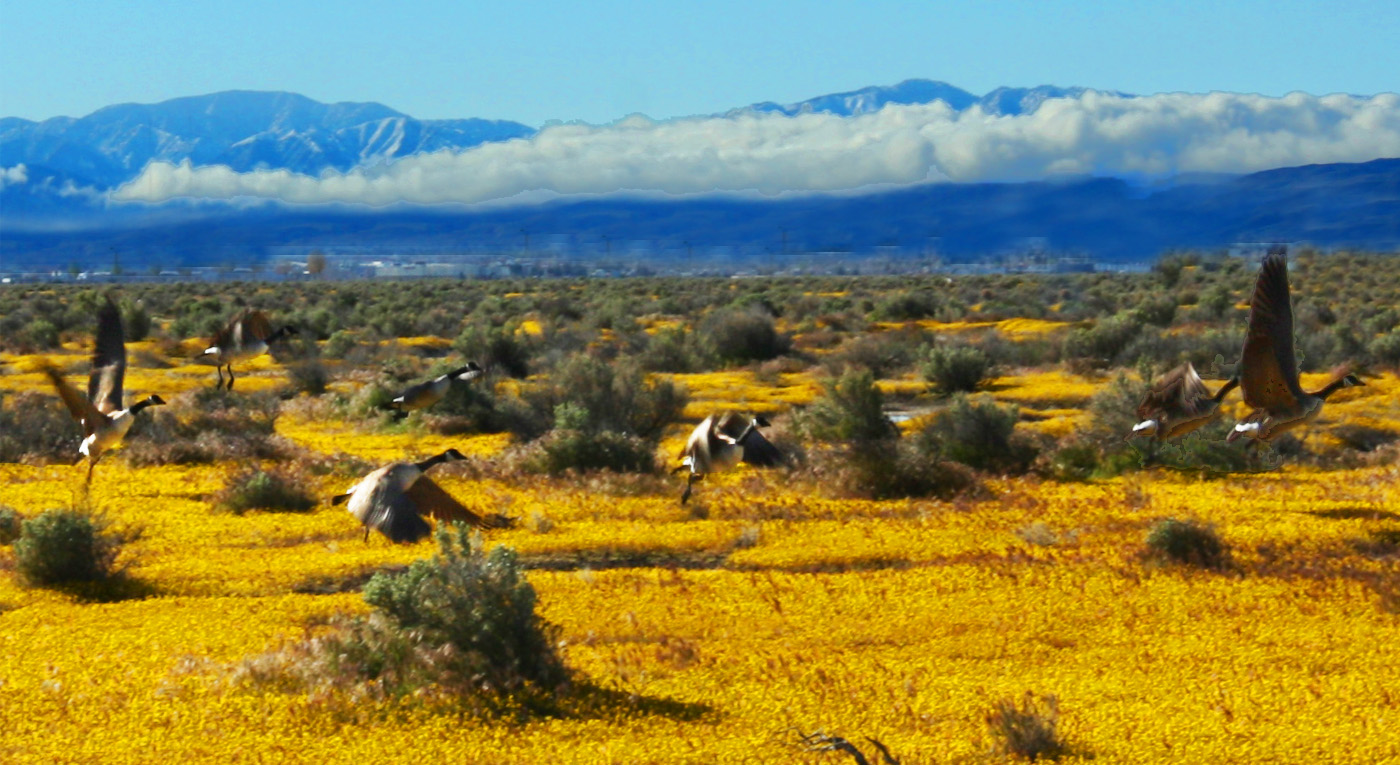
ランカスターに近い野草の上を飛び交うカナダガン、2011年撮影

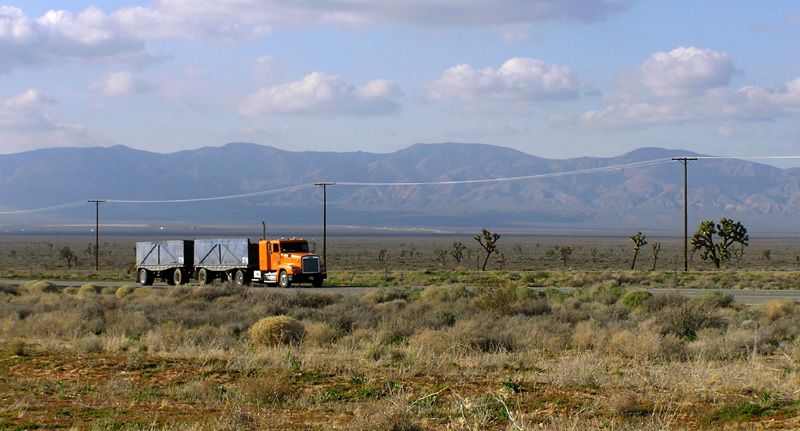
アンテロープ・バレーを通る交通量の多いカリフォルニア州道138号線に沿って東に向かうトラック。遠景にテハチャピ山地が見える

アンテロープ・バレー（英: Antelope Valley）は、アメリカ合衆国カリフォルニア州のロサンゼルス郡、カーン郡南東部、およびモハーヴェ砂漠の西端に跨るバレー（川の流域を中心とした平原）である。テハチャピ山地とサンガブリエル山脈の間にある。
このバレーの名前は、1880年代に猟師と悪天候によって激減させられるまでこの地域を歩き回っていた偶蹄類、プロングホーン・アンテロープに因むものである。バレー内の主要都市はパームデールとランカスターである。

## 地理
アンテロープ・バレーは"V"の字を斜めにしたような形をしており、モハーヴェ砂漠の西端をかすめている。モハーヴェ砂漠の東はビクター・バレーとグレートベースンが開けている。サンガブリエル山脈の北に、またテハチャピ山地の南東にあり、この砂漠のある生態系はおよそ2,200平方マイル (5,698 km2) の広さがある。周辺の山岳部に降る雨がその地下水系の涵養に貢献している。

## 植物相と動物相

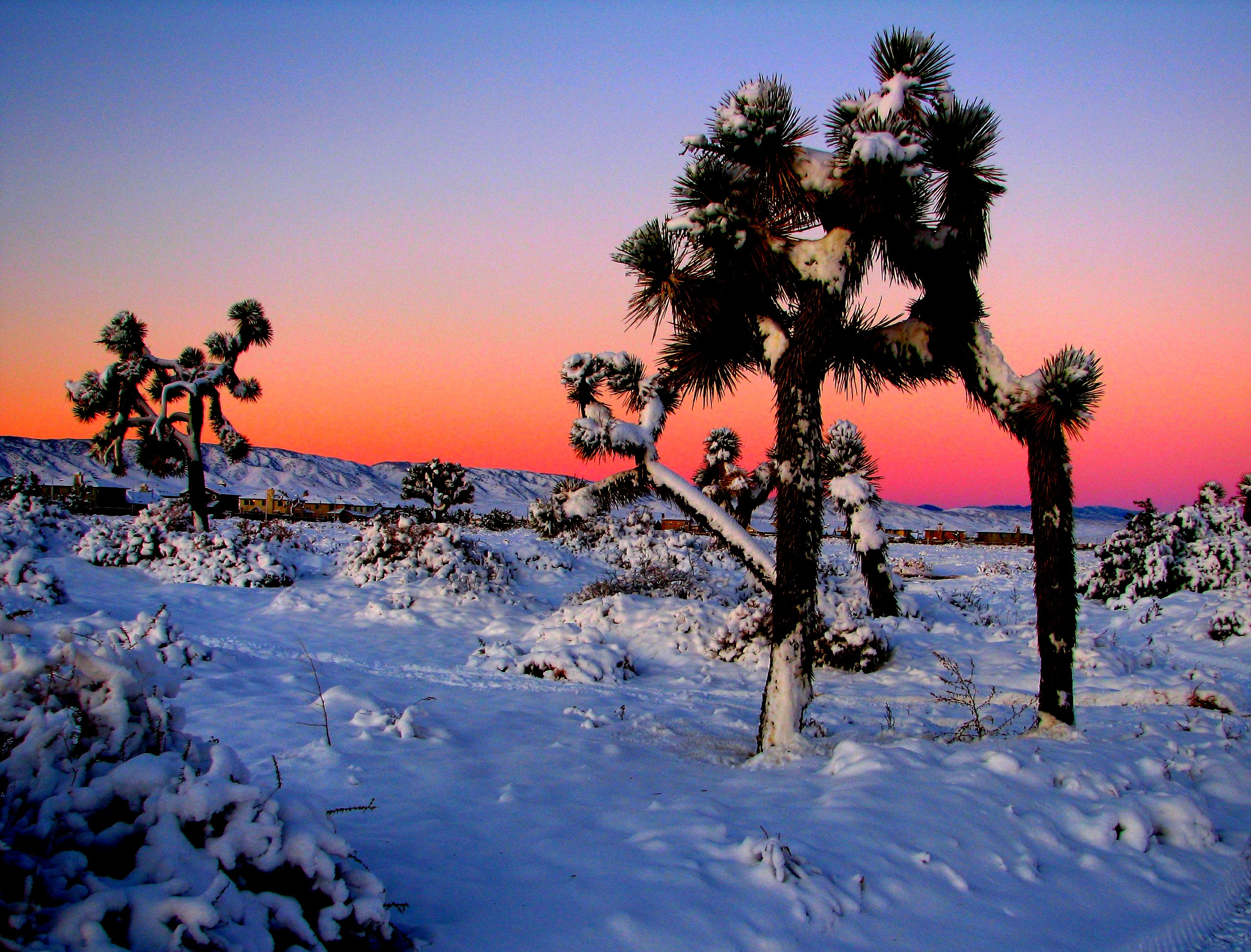
雪の中のジュシュアの木、ランカスター近くでRennett Stowe 撮影

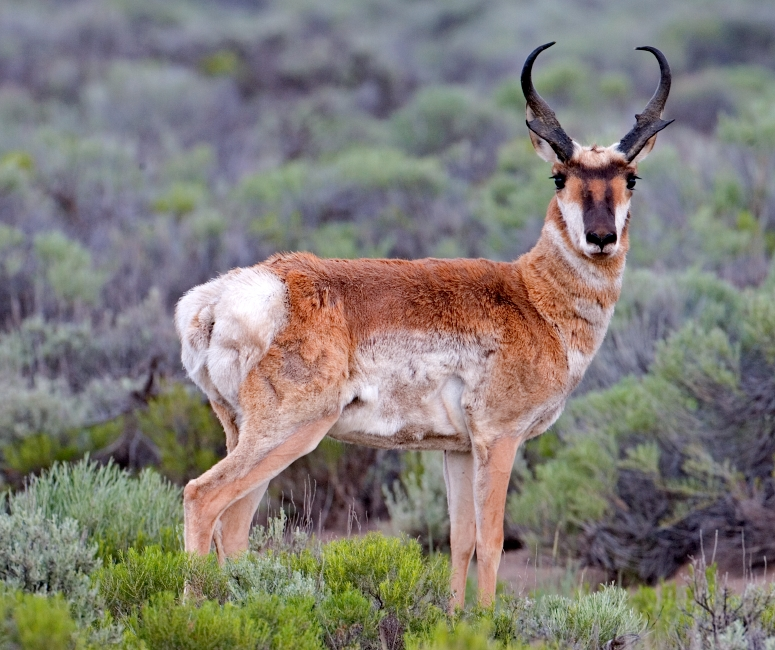
地名の由来となったプロングホーン・アンテロープ

アンテロープ・バレーには広い種の植物や動物が生息している。ジュシュアの木、スクラブオーク、クレオソートおよびカリフォルニア・ポピーなど数百種の植物が自生している。冬には必要性の高い雨が降り、それが緩りと乾いた地面に浸透して、土着の草や花を育てている。ポピーが咲く季節は完全に雨に依存しているが、花は晩冬から早春にかけての悪天候で傷められることがある。アンテロープ・バレーの春は降雪が希ではない。これはその不安定な気象によるところが大きい。アンテロープ・バレーはこの地域で群れを成して草を食んでいたプロングホーン・アンテロープの歴史からその名を得ている。1882年から1888年だけで3万頭のアンテロープが失われた。これは生息数のほぼ半数に相当した。この頃山岳部とバレーの平野部双方に異常な大雪があり、アンテロープをバレー東部の餌場に追い出した。アンテロープは鉄道の線路を越えられなかったので、多くが飢えて死んだ。その他にもコヨーテや山猫の犠牲になったり、猟師の容易な獲物になるものがあった。かつては大群を成していたアンテロープは大半が死に絶えるか、セントラル・バレーに移動してしまった。1900年代初期の干魃によってその主食だったバンチ・グラスも希少になった。現在少数がバレー内に生息するものの、アンテロープを目視できることは希である。アメリカクロクマは2008年7月17日に目撃されているが、町の背後の丘に隠れていることを好み、餌を漁りにバレーに降りるか、洞穴に休んでいるかである。町の中に出てきたときには鎮静剤を打たれて町の外に移動させられる。ボブキャットとコヨーテはよく目撃される。コヨーテは春から夏、秋にかけて夜となく昼となく吠えることがある。砂漠の亀も希ではないが、砂漠の暑熱を避けるために巣穴に隠れていることが多い。

### 水の問題
アンテロープ・バレーで人が使う水は主に帯水層から汲み上げる地下水と、用水路によって他地域から誘導する水に頼っている。長期にわたって地下水を汲み上げたために地下水面を下げることになり、ポンプ揚程をあげることになって井戸の効率が下がり、地盤沈下も起こっている。水路から誘導される水については農業、工業および家庭用の需要が増えており、北カリフォルニアのサクラメント・サンホアキン川デルタから水を引くことで、そのデルタ地帯にとって環境と社会の悪影響が出続けている。「長年にわたって水と動植物の生息環境を競って使うことは、このデルタがいかなる需要にも合う能力を危険に曝してきた。あらゆる関係者は三角江が問題になっており、信頼できる高品質の水供給と健全な生態系を確保する長期的な解決法を求めることに同意している。」
アンテロープ・バレーの急速な人口増と開発は地域の水供給に大きな歪みをもたらしている。アメリカ地質調査所のデイビッド・レイトンに拠れば、「アンテロープ・バレーにおける将来の水需要に対応するために、地下水源を過剰に利用することに関連する重大な経済と環境のコストを及ぼさない慎重な管理努力が求められている。」としている。

## 人類の歴史
アンテロープ・バレーに住んだ最初の人類は、カワイイス族、キタネムク族、ソラノ族およびタタビアム族インディアンだった。このバレーにヨーロッパ人が最初に入ってきたのは北アメリカの植民地化が進んだ1770年代のことだった。スペインのフランシスコ会修道士フランシスコ・ガルセス神父が1776年にこのバレーの西端を旅したと考えられている。1808年までに侵略者達はバレーからインディアンを追い出し、あるいは改宗させた。
ジェデディア・スミスが1827年にこの地を通り、ジョン・C・フレモントは他のカリフォルニア探検を行った1844年に科学的観察を行った。
フレモントが訪れたあとはバレーの丘陵部麓に沿った駅馬車道が通り、1876年にサザン・パシフィック鉄道が敷かれるまで開拓者に好まれる道となった。鉄道によってアンテロープ・バレーとセントラル・バレーやロサンゼルスが結ばれて最初の白人開拓者の大量流入が起こり、バレーの平野部には農場や町が出現した。
航空機、現在では航空宇宙産業が1952年のプラント42で基盤を築いた。エドワーズ空軍基地、当時はマロック陸軍航空隊基地が1933年に設立された。

## 人口動態
近年アンテロープ・バレーはロサンゼルス大都市圏のベッドタウンになってきた。住宅地開発と人口の成長は1983年に始まっており、パームデール市の場合は2006年時点で元の人口の約12倍となり、隣のランカスターの場合は1980年代初期と比べて約3倍となった。人口の流入に続いて大型小売店が続き、パームデールのアンテロープ・バレー・モールなどのショッピングセンターができた。現在の人口は475,000人以上であり、2020年までに100万人に達すると予測されている。
人口の中で非ヒスパニック白人は約48％を占め、都市や町の大半で過半数あるいは最多数となっている。ヒスパニックが次に大きな比率を占めており、その後にアフリカ系アメリカ人、アジア系アメリカ人が続いている。

## 軍事基地

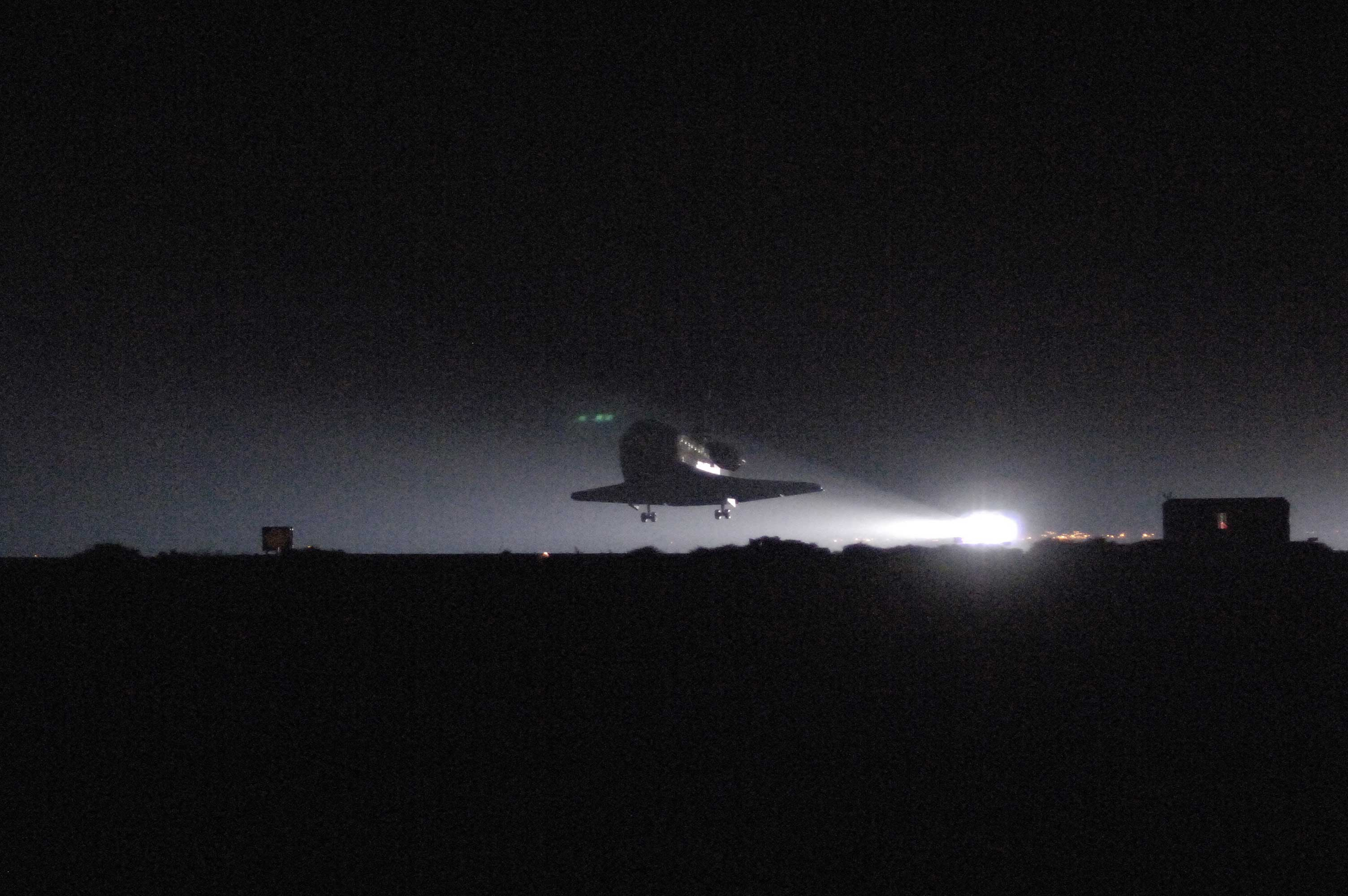
エドワーズ空軍基地で着陸を行うスペースシャトル・ディスカバリー (STS-114)、2005年8月9日撮影

エドワーズ空軍基地がロザモンドの東、パームデールの37マイル (60 km) 北東にある。基地のある湖底はアンテロープ・バレーの中で最も標高の低い位置にある。かなりの量の軍によるテスト飛行が行われており、初めて音速の壁を破ったことなど多くの重要な航空宇宙工学的業績を上げてきた。この湖底は広大な着陸範囲があるために、NASAのスペースシャトルも当初はこの基地に着陸した。NASAがケネディ宇宙センターに巨大な着陸路を建設して以降は、エドワーズ空軍基地はケープ・カナベラルが悪天候の場合などの代替施設になっている。
NASAのヒュー・L・ドライデン飛行研究センターがエドワーズ空軍基地の一部を使っている。このセンターはX-15実験ロケット船のプログラムで知られている。X-1プログラムを行うために設立されて以来、NASAの高性能航空機研究の本場となっている。

## 産業

### 航空宇宙産業

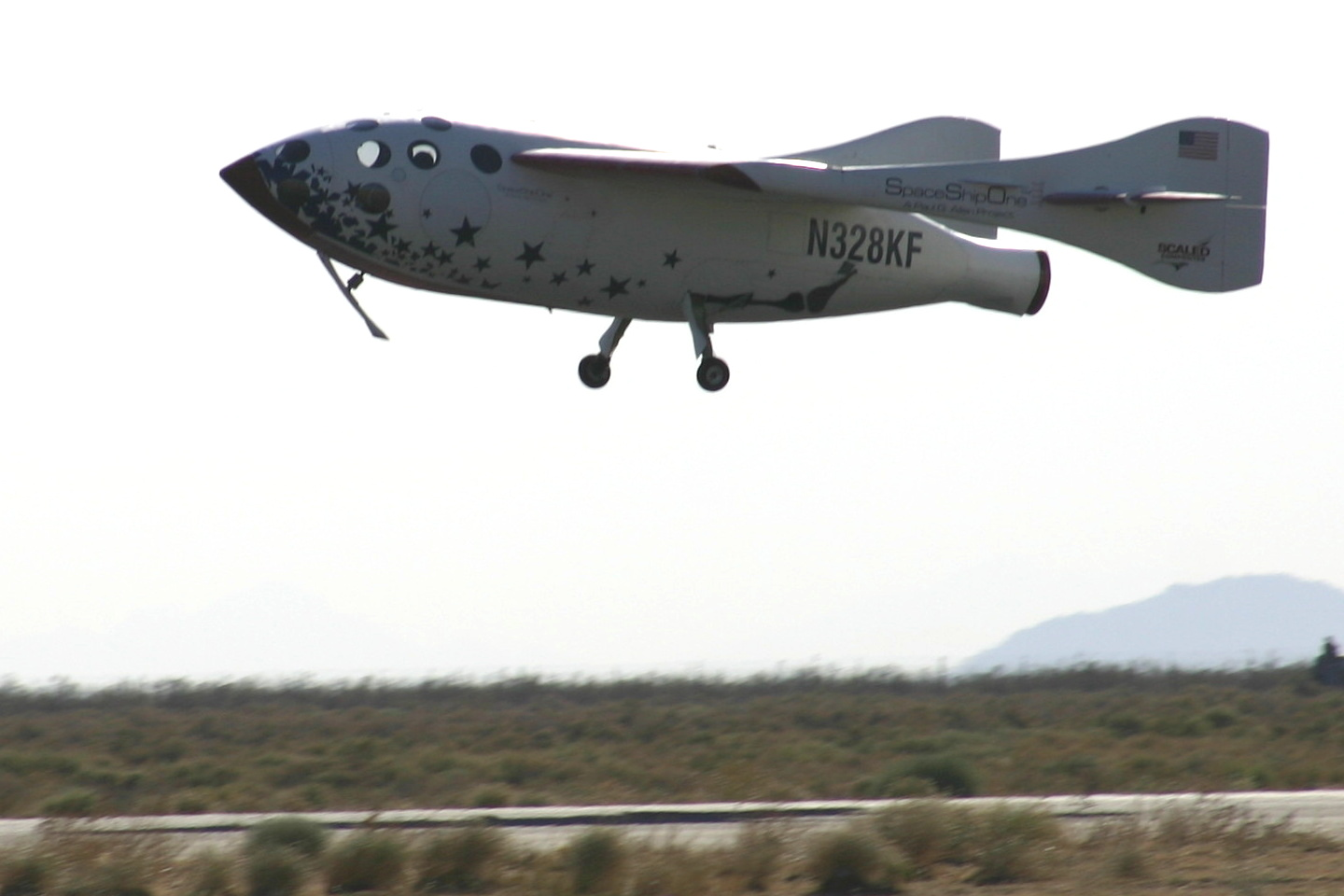
モハーヴェ航空宇宙港に着陸するスペースシップワン (Flight 15P)、2004年6月21日撮影

パームデール北東部にあるアメリカ空軍プラント42は、ロッキード・マーティン、ボーイング、ノースロップ・グラマンおよびBAEシステムズの各社が拠点を構えている。ここで計画され組立が行われたものとして、スペースシャトル、B-2スピリット爆撃機、F-117ナイトホーク戦闘機、F-35統合打撃戦闘機および旅客機のロッキード L-1011 トライスターがある。
新しく作られたモハーヴェ航空宇宙港もこの地にある。この宇宙港は、スペースシップワンを設計し、Xプライズを受賞した会社、スケールド・コンポジッツが運営する基地として有名である。
この施設で行われる仕事の大半はエドワーズ空軍基地とNASAのヒュー・L・ドライデン飛行研究センターとの協同で行われており、X航空機の製作と実機試験から、スペースシャトルの運航、新しい軍用航空機器の製造、統合、試験までが行われている。

### 農業

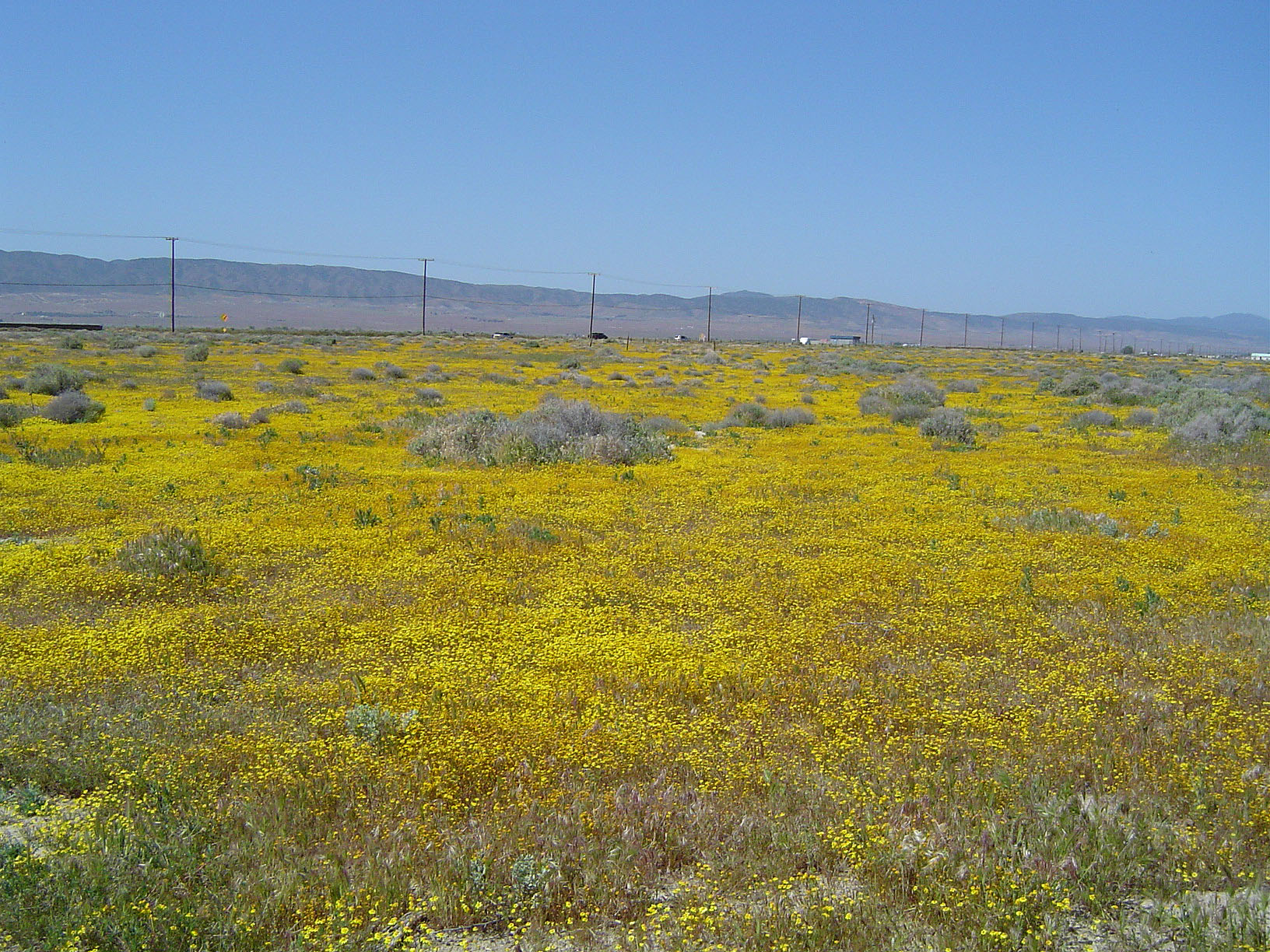
春のアンテロープ・バレー、Lasthenia californicaの金色の絨毯で覆われている

アメリカ合衆国になってからアンテロープ・バレーの最初の主要産業は農業だった。歴史的には広大なアルファルファと果物の生産地として知られており、現在ではニンジン、タマネギ、レタスおよびジャガイモなど多様な作物を育てている。アンテロープ・バレーの中央部は住宅用地が開発され続けているので、農業は西と東の方に偏ってきた。

### 鉱業
世界でも第2位の硼砂露天掘り鉱山がボロンの近くにある。見学も可能である。

### 製造業
- U.S.ポール・カンパニー
- シニア・システムズ・テクノロジー
- デルタ・サイエンティフィック
- ランス・キャンパー・マニュファクチャリング
- ハーベスト・ファーマーズ

## 教育

### カレッジと大学
- アンテロープ・バレー大学、アンテロープ・バレーで最初に設立された大学、ランカスターの本キャンパスとロザモンドのサテライト教室がある。様々な認定プログラムと、準学士、学士のコース、さらに刑法における修士コースがある。
- アンテロープ・バレー・コミュニティ・カレッジ地区は地元の公立カレッジ・システムであり、ロサンゼルス郡とカーン郡の総面積1,945平方マイル (5,000 km²) の地域を管轄している。パームデールやランカスターなど多くのキャンパスの他に、オンラインやテレビ教室などで教育が行われている。アンテロープ・バレー・カレッジはランカスターにある総合コミュニティ・カレッジである。ここでは67分野で教養準学士や科学準学士を与え、また56の職業分野で資格認証を与えている。カリフォルニア州立大学ベーカーズフィールド校のアンテロープ・バレー・サテライト教室も入っており、学士と修士の資格を取ることができる。2007年から2008年の学校年で学生数は14,000人を超えている。パームデールには学生数500人を超えたサテライト・キャンパスがある。
- フェニックス大学、ランカスターにサテライト・キャンパスがある。
- ラベルヌ大学、パームデールにサテライト・キャンパスがある。
- デブリー大学とそのケラー経営大学院大学、パームデールにサテライト・キャンパスがある。
- チャップマン大学、パームデールにサテライト・キャンパスがある。
- パームデール工科大学にあるAEROインスティチュート、パームデールの市民センターにある。NASAとパームデール市が運営しており、パデュー大学、南カリフォルニア大学、サンディエゴ大学、ペパーダイン大学、エンブリー・リドル航空大学、カリフォルニア工科大学およびカリフォルニア州立ポリテクニック大学ポモナ校など多くの大学を通じて遠隔教育が可能である。この特殊大学は航空宇宙工学、エンジニアリングおよび工業技術について、学士と修士の資格を与えている。
- 西海岸バプテスト・カレッジ、ランカスターにあり、未認定独立原理バプテストのバイブル・カレッジであり、神学、福音主義、伝道、教会牧師、音楽、キリスト教教育、青年牧師および教義研究の分野で学士号および修士号を提供している。1995年の開学であり、現在の学生数は約1,000人である。
- ランカスター大学センター、ランカスターにあり、工学分野における地元学生の教育を行っている。昔のアンテロープ・バレー催事会場にあったチャレンジャー・ホールを350万ドルかけて再建し、13教室の新キャンパスとなった。そのうち2教室はハイテク遠隔教育室、2つは実験室であり、事務スペースもある。この大学はカリフォルニア州立大学ベーカーズフィールド校、同フレズノ校および地元航空宇宙産業会社との共同で設立された。
- キャリアケア・インスティチュート、ランカスターにある認定職業訓練学校であり、看護師、医療助手、医療事務、および制限付きX線技師のような医療分野で教育訓練を提供している。1998年にエドモンド・カラスコによって設立され、カラスコがCEOを務めている。2004年にベンチュラ市に2つめのキャンパスをオープンし、2007年にはモレノ・バレー・モールに3つめを設立するなど着実に成長を続けている。全国看護実務資格認定試験でも最良の合格率を示している。

### 初等・中等教育
- アンテロープ・バレー統合高校学区は、パームデールとランカスターの都市圏で高校教育の大半を管轄する主要な教育学区である。生徒数25,000人、パームデールとランカスターの普通科高校8校、両市の継続学習校各1校、パームデールの職業学校1校が含まれている。
- 南カーン統一教育学区は、ロザモンドとその近くのウィロースプリングスにある公立学校全てを管轄している。
- マロック合同統一教育学区は、エドワーズ空軍基地と、アンテロープ・バレー北部にあるノースエドワーズやボロンの町にある公立学校全てを管轄している。
- モハーヴェ統一教育学区 は、アンテロープ・バレー北部にあるモハーヴェとカリフォルニアシティの町にある公立学校全てを管轄している。
- パームデール教育学区は、地域内最大の教育学区であり、29の学校に生徒数28,000人を数えている。パームデール市の中央部を管轄している。
- ランカスター教育学区は、パームデール教育学区とアンテロープ・バレー統合高校学区に次いで3番目に大きな学区である。ランカスター市の中央部大半と東部を管轄し、19の学校に生徒数15,000人を擁している。
- ウェストサイド統合教育学区は、パームデールとランカスターの西部と、クォーツヒル、デルスル、レオナバレーおよびアンテロープエーカーズなど郊外地を管轄している。11の学校で、生徒数8.250人である。
- イーストサイド統合教育学区は、ランカスター東部を管轄し、学校数4校、生徒数3,500人である。
- ケッペル統合教育学区は、パームデール東部と、その郊外であるアンテロープ・バレー東部のレイクロサンゼルス、ペアブロッサム、リトルロック、サンビレッジ、リャノおよびバルエルモの町を管轄している。学校数6校、生徒数3,000人である。

地域内にはロザモンドのエイブラハム・リンカーン高校など幾つかの私立学校もある。

## 文化
アンテロープ・バレー交響楽団はプロの楽団であり、ランカスター芸能センターで年4回の演奏会を行っている。アンテロープ・バレー・カレッジに付設しており、カレッジのシビック・オーケストラと定期的に合同演奏を行っている。

## 公園

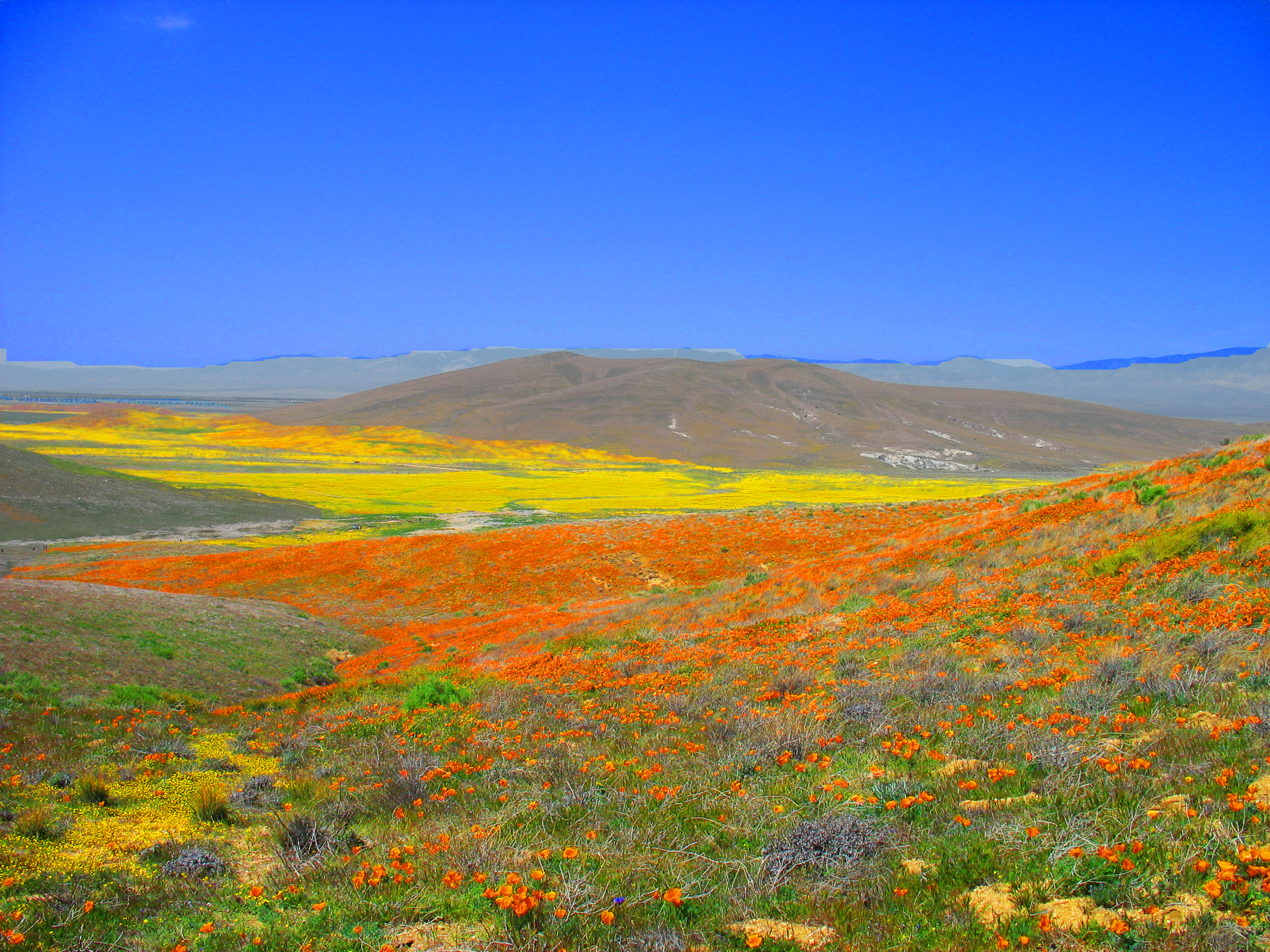
アンテロープ・バレー・カリフォルニアポピー保護地、2008年3月撮影

- アンテロープ・バレー・カリフォルニアポピー保護地、カリフォルニア州の州花であるポピーの自生地
- アーサー・B・リプリー砂漠森林州立公園
- アンテロープ・バレー・インディアン博物館州立歴史公園
- サドルバック・ビュート州立公園
- デビルズパンチボウル郡立公園

## 病院
- アンテロープ・バレー病院
- パームデール地域医療センター

アンテロープ・バレーでは郡病院であるハイデザート病院が医療を担当していたが、郡の予算問題のために2003年に救急医療病院に転換された。その結果、重症だが命に別状無い貧困患者は50マイル (80 km) 離れたシルマーのオリーブビューUCLA医療センターに治療を求める必要性が生じた。

## 交通

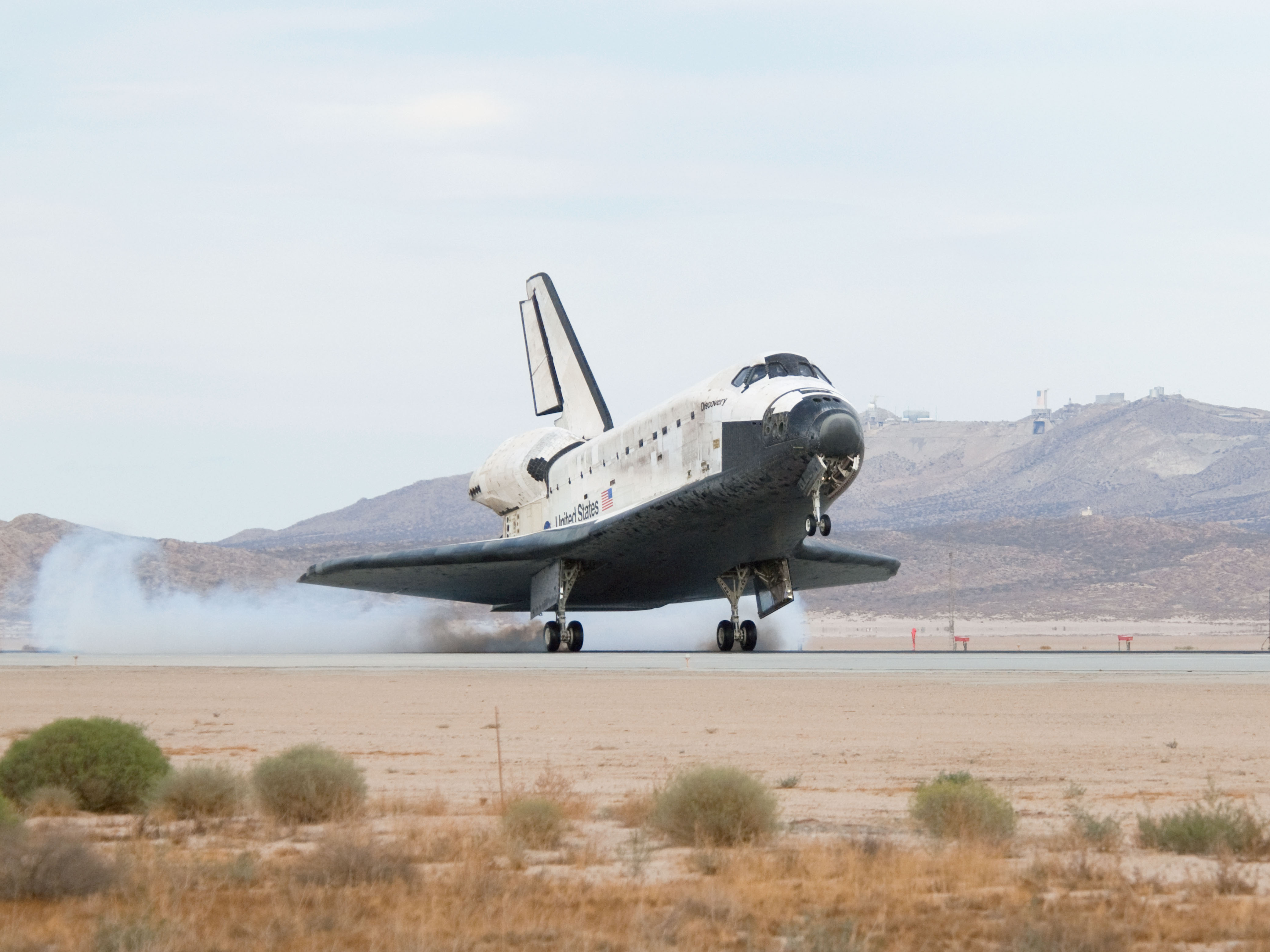
エドワーズ空軍基地に着陸するスペースシャトル・ディスカバリー

### 主要高規格道路と一般道路
- エンジェルス・フォレスト・ハイウェイ、幹線郡道、パームデールとエンジェルス・クレスト・ハイウェイを繋ぎ、ロサンゼルス盆地への代替ルートとなっている。
- アンテロープ・バレー・フリーウェイ、カリフォルニア州道14号線
- カリフォルニア州道18号線、パームデールの東で州道138号線と接続し、ビクター・バレーと州道395号線に至る、現在高速道路に格上げの提案がある。
- カリフォルニア州道138号線、東部支線はペアブロッサム・ハイウェイ
- カリフォルニア州道58号線、モハーヴェ・バイパスが完成してからは高速道路
- アメリカ国道395号線、実質的にアンテロープ・バレーの東領域外

サンガブリエル山脈の稜線にはエンジェルス・クレスト・ハイウェイ（州道2号線）が、エンジェルス国立の森を抜け、ラ・カナダ・フリントリッジとロサンゼルス大都市圏まで、60マイル (96 km) の曲がりくねった道が続いている。

### 鉄道
- メトロリンク、ロサンゼルス盆地や南カリフォルニア各地とを繋ぐ旅客列車、アンテロープ・バレーではランカスター、パームデール、ビンセントグレード/アクトンに停車駅がある。
- アムトラック、パームデール交通センターとランカスターのメトロリンク駅に接続バスの停留所があり、全国鉄道ネットワークの旅客列車との乗り継ぎを可能にしている。
- パームデール交通センターとパームデール地域空港との間に鉄道が計画されている。これは南カリフォルニアの広域大量輸送手段と繋がることになる。2007年時点で、地下鉄になるか高架鉄道になるかも不明である。
- カリフォルニア高速鉄道、サンフランシスコとサンディエゴの間で現在計画中、カリフォルニア高速鉄道局はパームデールを停車駅に指定した。予算不足のために着工は遅れている。

### バス
- アンテロープ・バレー交通局、パームデールとランカスターの都市圏で市内バスを運行。パームデール交通センターとランカスター・パークアンドライドをハブとして通勤バス網を運行し、ロサンゼルス市の幾つかの場所とを繋いでいる。
- グレイハウンドのバス停がパームデール交通センターとランカスターのメトロリンク駅にある。

### 空港
- パームデール地域空港、アメリカ空軍プラント42と共有、アンテロープ・バレーでは最大かつ最も繁忙な空港、ロサンゼルス・ワールド・エアポーツが所有。ロサンゼルス市はロサンゼルス国際空港を所有し運営している。軍用機の発着が多いが、未使用の民間商業便用ターミナルも準備されている。
- ジェネラル・ウィリアム・J・フォックス飛行場、ランカスターにあり、アンテロープ・バレーでは最も繁忙な一般用途空港。規模はバレー内で第4位。チャーター便やヘリコプターの利用も可能。バレー内唯一の航空学校も備えている。
- インヨーカーン空港、インヨーカーンのリッジクレスト近くに立地、大型の一般用途空港で、ロサンゼルス国際空港への限定商業便もある。アンテロープ・バレーの北部とインディアンウェルズ・バレーで利用されている。チャーター便も可能。規模ではバレー内第3位。
- モハーヴェ航空宇宙港、モハーヴェにあり、大型の市民航空センター、規模ではバレー内第2位。ボイジャーやスペースシップワンが開発され、ここから発着している。
- マウンテン・バレー空港、テハチャピにあり、グライダー用、私有だが民間に開放されている。市民と軍隊パイロットのグライダー訓練に利用されている。
- テハチャピ市民空港、テハチャピにあり、小型の一般用途空港
- アグア・ドゥルセ・エアパーク、アグア・ドゥルセにある中型の一般用途空港
- ロザモンド・スカイパーク空港、ロザモンドにある小型の一般用途空港、民間の所有で運営
- カリフォルニアシティ市民空港、カリフォルニアシティにある小型の一般用途空港
- クリスタレール空港、リャノにある小型滑走路、主にグライダーが利用

## 著名な住人と出身者

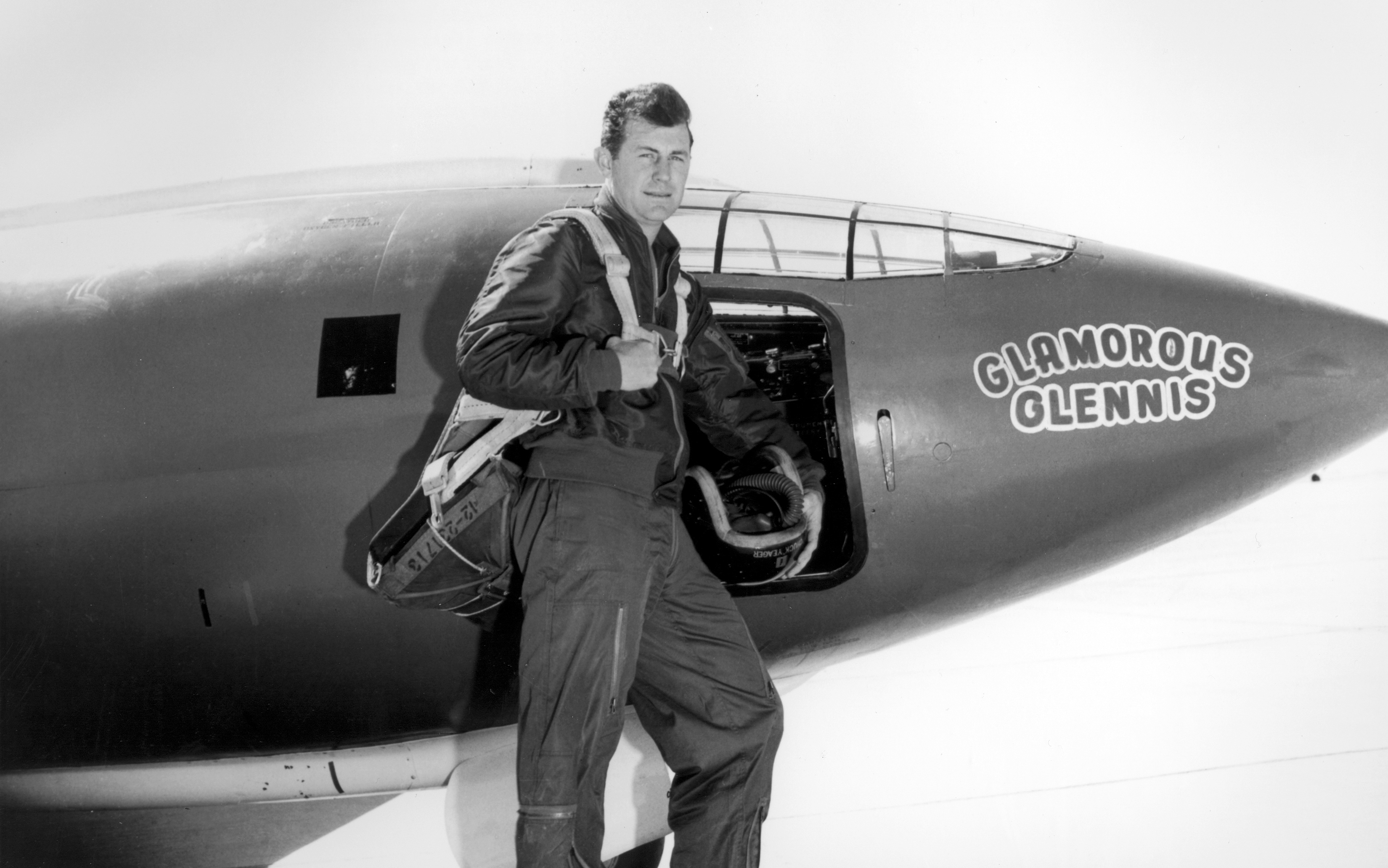
チャック・イェーガー、初めて音速の壁を破ったGlamorous Glennis機の前で、マロック（現在のエドワーズ）基地、1947年頃

- エリク・オーデ、俳優、スタントマン、プロのポーカー選手、パラクリート高校からベセル・クリスチャン高校に転籍
- ジュディ・ガーランド、女優、歌手、アンテロープ・バレーに居るときの本名はフランシス・ガム、少女時代にランカスターの公衆の前で歌っていた
- ジョン・ウェイン、俳優、本名はマリオン・モリソン、短期間ランカスターの学校に通い、当時の習慣から通りを離れるときもその馬を繋ぎ止めようとはしなかった
- ダニエル・フライ、地球外生物と接触したと主張する者、1920年代にランカスターにあるアンテロープ・バレー高校に通った。
- All-4-One、1990年代のリズムアンドブルース・グループ
- オルダス・ハクスリー、作家、リャノの家で見付けた孤独からヒントを得て書いた。児童文学作品The Crows of Pearblossomはアンテロープ・バレーが舞台であり、彼の唯一の児童文学作品である
- パンチョ・バーンズ、伝説的女流飛行士、現在のエドワーズ空軍基地のテストパイロットとは友人、1935年にロジャーズ・ドライレイク近くでハッピー・ボトム・ライディング・クラブを設立、後にカンティルおよびボロンに住んだ
- チャック・イェーガー、初期のアメリカ空軍テストパイロット、当時マロック陸軍航空基地、現在のエドワーズ空軍基地勤務、1947年10月14日に初めて音速の壁を破った
- フランク・ザッパ、ロック・ミュージシャン、父親がエドワーズ空軍基地の近くにある連邦政府化学戦研究施設に転勤したので、1956年にサンディエゴの高校からランカスターのアンテロープ・バレー高校に転入し、1958年に卒業。在学中に同級生のドン・グレン・ヴリート（のちのドン・ヴァン・ヴリート）と出逢った。1993年に病没するまで、ギタリスト兼作曲家として活動。
- ドン・ヴァン・ヴリート、ロック・ミュージシャン、画家。グレンデ―ル生まれ。アンテロープ・バレー高校出身。1964年から1982年までキャプテン・ビーフハートの名で音楽活動を行ない、その後、2010年に病没するまで夫人とモハーヴェ砂漠で隠遁生活を送りながら、ドン・ヴァン・ヴリートの名で画家として活動し続けた。
- テレンス・マッケナ、作家、評論家、哲学者、心理学者、民族植物学者、1965年にアンテロープ・バレー高校卒
- ジェフ・ダンデュランド、一般にジェフ・デュラン、毎日のラジオ番組出演のためにパームデールに住んだ
- ティッピ・ヘドレン、女優、映画鳥でデビュー、少なくとも1981年にアクトンに住んだ
- マイケル・ディーバー、ロナルド・レーガンの補佐官、モハーヴェ住人
- キャサリーン・ソリア、1970年代にシンバイオニーズ解放軍に参加、その後逃亡者としてミネソタ州セントポールで静かな中流の生活を送った。デザートビューハイランズで育ち、1965年にパームデール高校卒
- バート・ルータンとその弟ディック・ルータン、スケールド・コンポジッツ社を創業、スペースシップワンとボイジャーを製造、モハーヴェ航空宇宙港のために尽力
- R・リー・アーメイ、俳優、映画フルメタル・ジャケットとMail Callに出演、現パームデール市民
- パンクバンドのSlick ShoesとKillradio
- アフロマン、本名ジョセフ・フォアマン、パームデール在住

## 地名

### 人口10万人以上の都市
- パームデール、人口 151,346人 - 1962年法人化
- ランカスター、人口 145,074人 - 1977年法人化

### 人口10万人以下の都市
- カリフォルニアシティ、人口 14,828人 - 1965年法人化
- センテニアル、計画人口 70,000人[7]

### 未編入の町と地区
人口1万人以上
- ロザモンド、人口 14,610人
- レイクロサンゼルス、人口 15,102人
- クォーツヒル、人口 12,500人
- アクトン、実際にはサンガブリエル山脈の中、人口 18,946人
- リトルロック、人口 12,766人
- サンビレッジ、人口 11,302人

人口1万人以下
- アグアドゥルセ、実際にはサンガブリエル山脈の中、人口 7,254人
- アンテロープエーカーズ、人口 3,059人
- ボロン、人口 2,348人
- デルスル、人口 864人
- エリザベスレイク、実際にはレオナ・バレー内
- インヨーカーン、実際にはインディアン・ウェルズ・バレー内
- ヨハネスバーグ
- ジャニパーヒルズ、人口 1,101人
- レイクヒューズ、実際にはレオナ・バレー内
- レオナ・バレー、実際にはレオナ・バレー内
- リャノ、人口 739人
- モハーヴェ、人口 2,942人
- モノリス、実際にはテハチャピ・バレー内
- ニーナック、人口 560人
- ノースエドワーズ
- ペアブロッサム、人口 2,435人
- ピノンヒルズ、実際にはビクター・バレー内
- ランズバーグ
- ソルトデール
- バルエルモ、人口 691人
- ウィルソナガーデンズ、人口 210人
- ウィロースプリングス、人口 1,784人